# Aeropuerto Internacional de Minsk
El Aeropuerto Internacional de Minsk (IATA: MSQ, OACI: UMMS) (bielorruso: Нацыянальны аэрапорт Мінск) es el principal aeropuerto de Bielorrusia, localizado a 42 km al este de Minsk, la capital de Bielorrusia. El primer aterrizaje tuvo lugar en julio de 1982. La terminal fue inaugurada el 28 de marzo de 1989, reemplazando al viejo aeropuerto Minsk-1 (por esta razón a este aeropuerto también se lo conoce como Minsk-2) ubicado al sur de la ciudad. 
El aeropuerto tiene una pista de 3.640 m de largo y 60 m de ancho.
Es la base principal de la aerolínea de bandera de Bielorrusia, Belavia (de pasajeros) y TransAVIAexport Airlines (de cargas). Varias aerolíneas extranjeras proveen servicios hacia y desde el Aeropuerto Internacional de Minsk.
El aeropuerto tiene capacidad para manejar un tráfico de cinco millones de pasajeros anuales, pero fue utilizado por apenas medio millón en el 2006.
El 9 de agosto de 2021, el director del aeropuerto Vyacheslav Khoroneko fue añadido a la lista de Nacionales Especialmente Designados y Personas Bloqueadas de los Estados Unidos debido a su participación en el aterrizaje de emergencia del vuelo 4978 de Ryanair en el aeropuerto..

## Aerolíneas y destinos
| Ciudades por países | Nombre del aeropuerto                          | Aerolíneas                              | Aeronaves | Frecuencias semanales |      |
| Asia                | Asia                                           | Asia                                    | Asia      | Asia                  | Asia |
| ------------------- | ---------------------------------------------- | --------------------------------------- | --------- | --------------------- | ---- |
| Armenia             |                                                |                                         |           |                       |      |
| Ereván              | Aeropuerto Internacional de Zvartnots          | Belavia                                 |           |                       |      |
| Azerbaiyán          |                                                |                                         |           |                       |      |
| Bakú                | Aeropuerto Internacional Heydar Aliyev         | Belavia                                 |           |                       |      |
| EAU                 |                                                |                                         |           |                       |      |
| Abu Dabi            | Aeropuerto Internacional de Abu Dabi           | Etihad Airways                          |           |                       |      |
| Georgia             |                                                |                                         |           |                       |      |
| Batumi              | Aeropuerto Internacional de Batumi             | Belavia                                 |           |                       |      |
| Tiflis              | Aeropuerto Internacional de Tiflis             | Belavia                                 |           |                       |      |
| Irak                |                                                |                                         |           |                       |      |
| Bagdad              | Aeropuerto Internacional de Bagdad             | Iraqi Airways                           |           |                       |      |
| Israel              |                                                |                                         |           |                       |      |
| Tel Aviv            | Aeropuerto Internacional Ben Gurión            | Belavia                                 |           |                       |      |
| Kazajistán          |                                                |                                         |           |                       |      |
| Almatý              | Aeropuerto Internacional de Almatý             | Belavia                                 |           |                       |      |
| Astaná              | Aeropuerto Internacional de Astaná             | Belavia                                 |           |                       |      |
| Nursultán           | Aeropuerto Internacional de Nursultán          | Belavia                                 |           |                       |      |
| Líbano              |                                                |                                         |           |                       |      |
| Beirut              | Aeropuerto Internacional Rafic Hariri          | Belavia                                 |           |                       |      |
| Turkmenistán        |                                                |                                         |           |                       |      |
| Asjabad             | Aeropuerto de Asjabad                          | Belavia Turkmenistan Airlines           |           |                       |      |
| Uzbekistán          |                                                |                                         |           |                       |      |
| Taskent             | Aeropuerto Internacional de Taskent            | Uzbekistan Airways                      |           |                       |      |
| Europa              |                                                |                                         |           |                       |      |
| Alemania            |                                                |                                         |           |                       |      |
| Fráncfort del Meno  | Aeropuerto Internacional de Frankfurt          | Lufthansa                               |           |                       |      |
| Austria             |                                                |                                         |           |                       |      |
| Viena               | Aeropuerto de Viena                            | Austrian Airlines                       |           |                       |      |
| Letonia             |                                                |                                         |           |                       |      |
| Moldavia            |                                                |                                         |           |                       |      |
| Chisináu            | Aeropuerto Internacional de Chisináu           | Belavia                                 |           |                       |      |
| Polonia             |                                                |                                         |           |                       |      |
| Varsovia            | Aeropuerto Chopin de Varsovia                  | LOT Polish Airlines                     |           |                       |      |
| Reino Unido         |                                                |                                         |           |                       |      |
| Londres             | Aeropuerto de Londres-Gatwick                  | Belavia (Situación incerta)             |           |                       |      |
| Mánchester          | Aeropuerto de Mánchester                       | Belavia (Estacional, Situación incerta) |           |                       |      |
| Rusia               |                                                |                                         |           |                       |      |
| Kaliningrado        | Aeropuerto de Kaliningrado-Jrabrovo            | Belavia                                 |           |                       |      |
| Kazán               | Aeropuerto Internacional de Kazán              | Belavia                                 |           |                       |      |
| Krasnodar           | Aeropuerto Internacional de Krasnodar          | Belavia                                 |           |                       |      |
| Moscú               | Aeropuerto Internacional de Moscú-Domodédovo   | Belavia                                 |           |                       |      |
| Moscú               | Aeropuerto Internacional de Moscú-Sheremétievo | Aeroflot Belavia                        |           |                       |      |
| Moscú               | Aeropuerto Internacional de Moscú-Vnúkovo      | UTair                                   |           |                       |      |
| Moscú               | Aeropuerto de Moscú-Zhukovski                  | Belavia                                 |           |                       |      |
| Nizhni Nóvgorod     | Aeropuerto Internacional de Nizhni Nóvgorod    | Belavia                                 |           |                       |      |
| Rostov del Don      | Aeropuerto internacional de Platov             | Belavia                                 |           |                       |      |
| San Petersburgo     | Aeropuerto Internacional Púlkovo               | Belavia                                 |           |                       |      |
| Sochi               | Aeropuerto Internacional de Sochi              | Belavia                                 |           |                       |      |
| Surgut              | Aeropuerto Internacional de Surgut             | UTair                                   |           |                       |      |
| Vorónezh            | Aeropuerto de Vorónezh-Chertovitskoye          | Belavia                                 |           |                       |      |
| Serbia              |                                                |                                         |           |                       |      |
| Belgrado            | Aeropuerto de Belgrado-Nikola Tesla            | Belavia                                 |           |                       |      |
| Turquía             |                                                |                                         |           |                       |      |
| Estambul            | Aeropuerto Internacional de Estambul           | Belavia Turkish Airlines                |           |                       |      |
| Ucrania             |                                                |                                         |           |                       |      |
| Járkov              | Aeropuerto Internacional de Járkov             | Belavia                                 |           |                       |      |
| Kiev                | Aeropuerto Internacional de Boryspil           | Belavia Ukraine International Airlines  |           |                       |      |
| Kiev                | Aeropuerto Internacional de Kiev (Zhuliany)    | Belavia                                 |           |                       |      |
| Leópolis            | Aeropuerto Internacional de Leópolis           | Belavia                                 |           |                       |      |
| Odesa               | Aeropuerto Internacional de Odesa              | Belavia                                 |           |                       |      |
| Zaporiyia           | Aeropuerto Internacional de Zaporizhia-Mokre   | Belavia                                 |           |                       |      |

## Estadísticas
Ver fuente y consulta Wikidata.